# Eduard-Bilz-Platz
Der Eduard-Bilz-Platz liegt im Stadtteil Oberlößnitz der sächsischen Stadt Radebeul, auf dem Kreuzungspunkt der nach Norden verlaufenden Eduard-Bilz-Straße mit dem nach Osten verlaufenden Augustusweg. Er wurde in den 1870er Jahren von Moritz Ziller (1838–1895), dem älteren Bruder der beiden Gebrüder Ziller, als Schmuckplatz angelegt und mit einer Siegessäule der Firma Ernst March geschmückt. Seit 2002 trägt der Platz den Namen des ehemals ansässigen Naturheilkundlers Eduard Bilz (1842–1922).

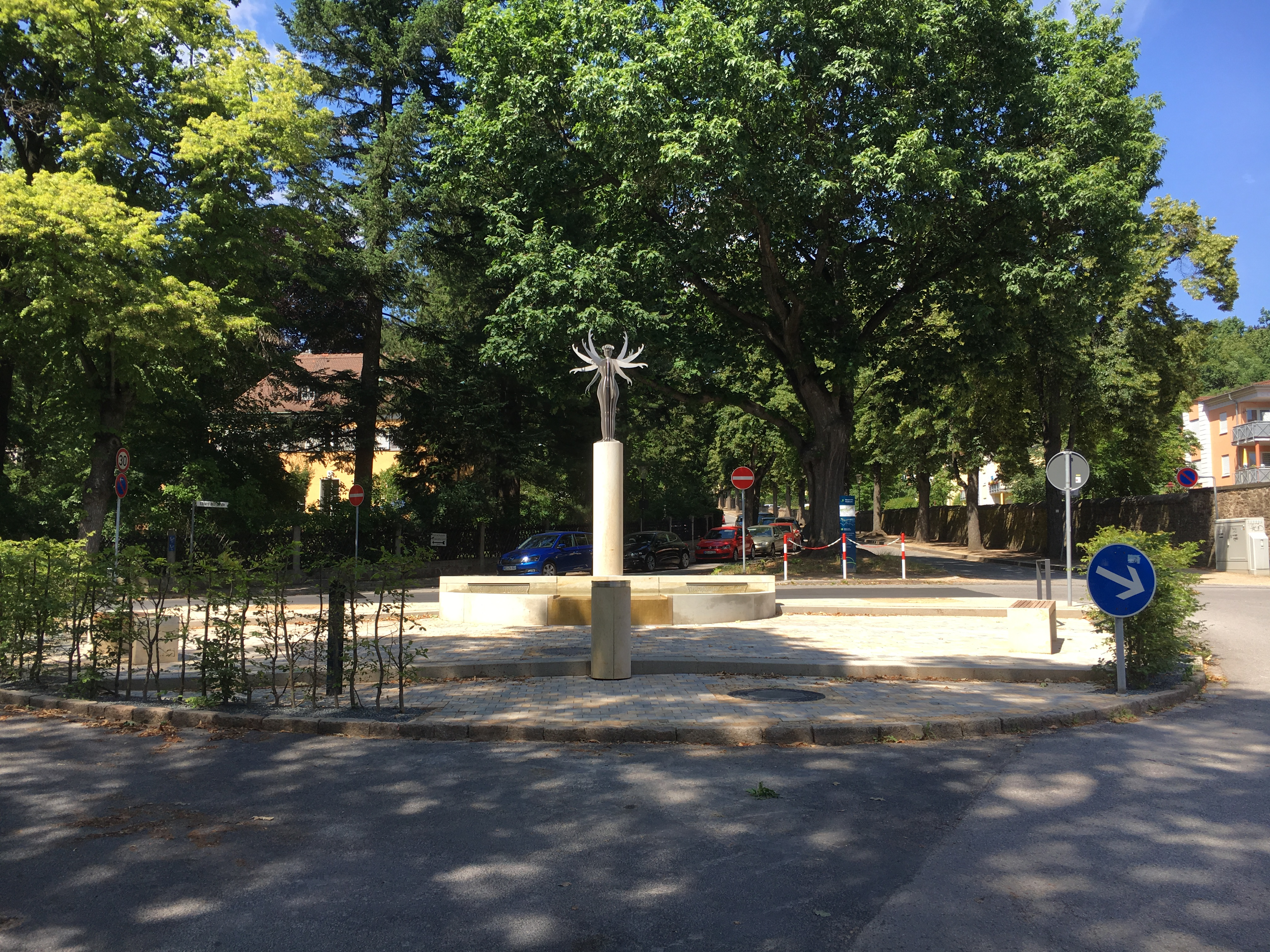
Eduard-Bilz-Platz mit Trinkbrunnen, Wasserspiel und Edelstahlplastik „Nymphe“; Blick nach Norden 2017

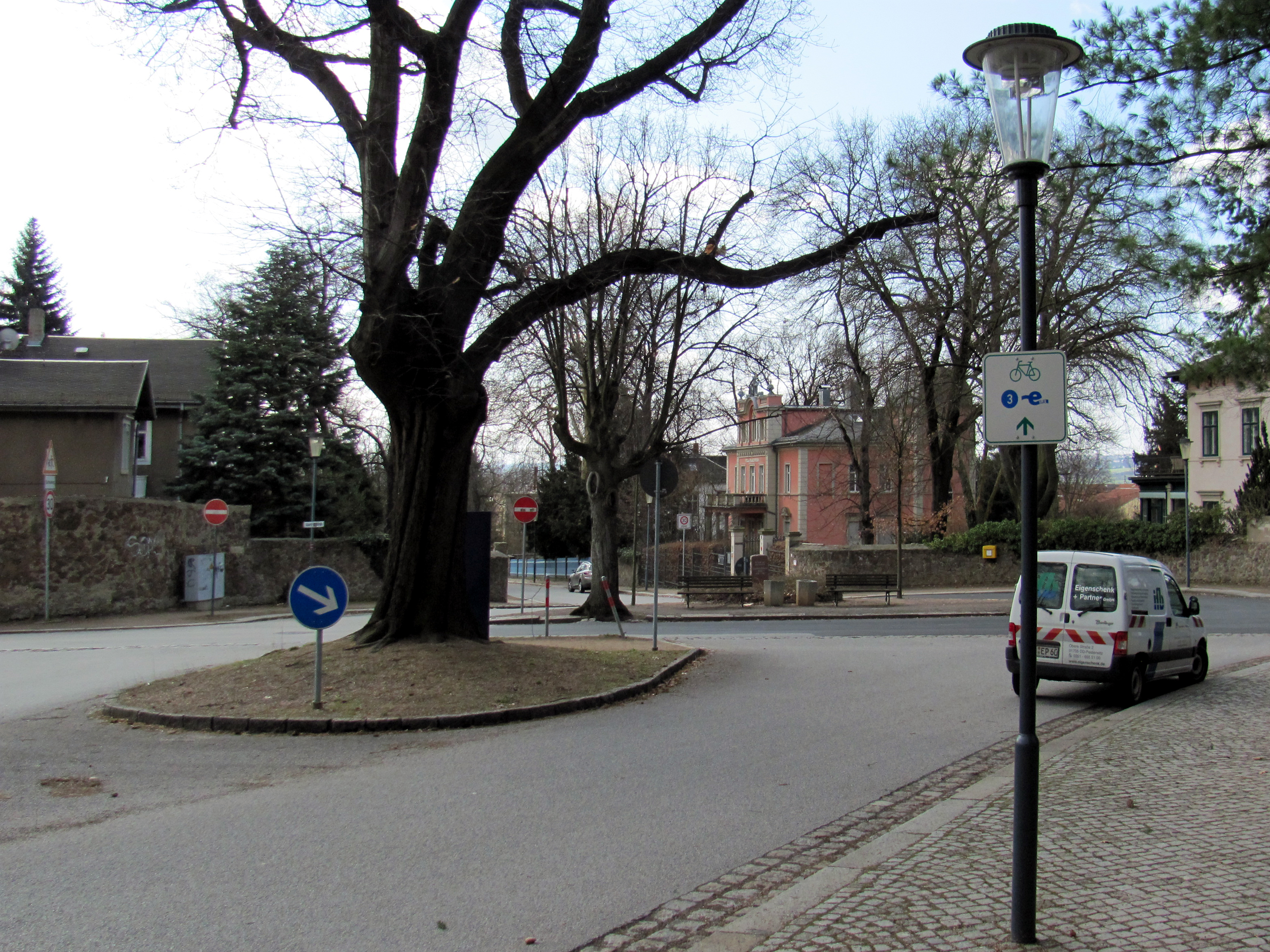
Eduard-Bilz-Platz, Blick nach Süden in die Eduard-Bilz-Straße; noch mit Bilz-Gedenkstein 2013. Re. Villa Sonnenhof und Villa Falkenstein, li. Haus Rudell

## Geschichte

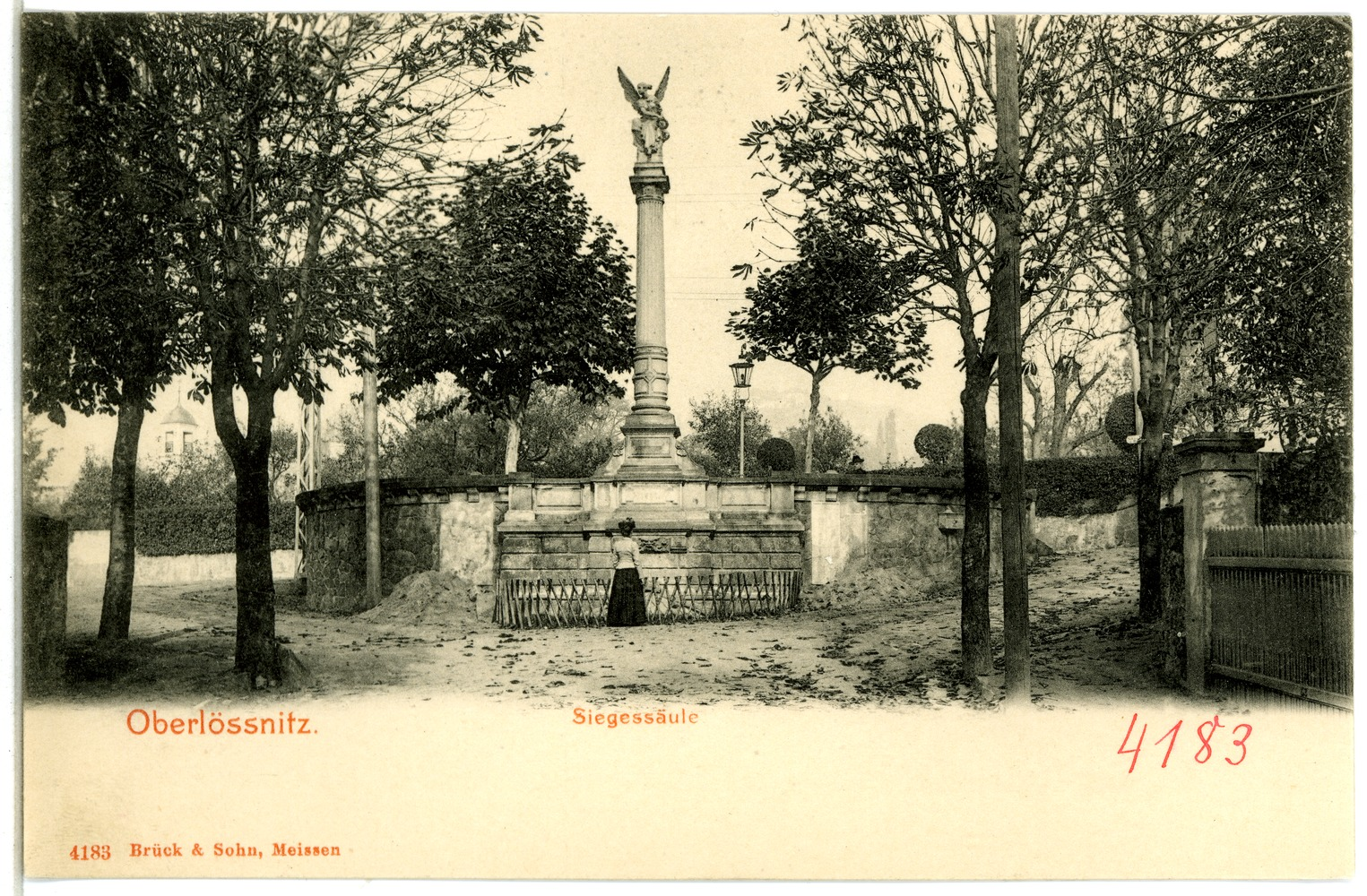
Verwahrloster Schmuckplatz mit der Siegessäule, 1903

Königsplatz nach dem Umbau, um 1908, Blick nach Norden. Re. Haus Albertsberg, auf dem Berg der Mäuseturm

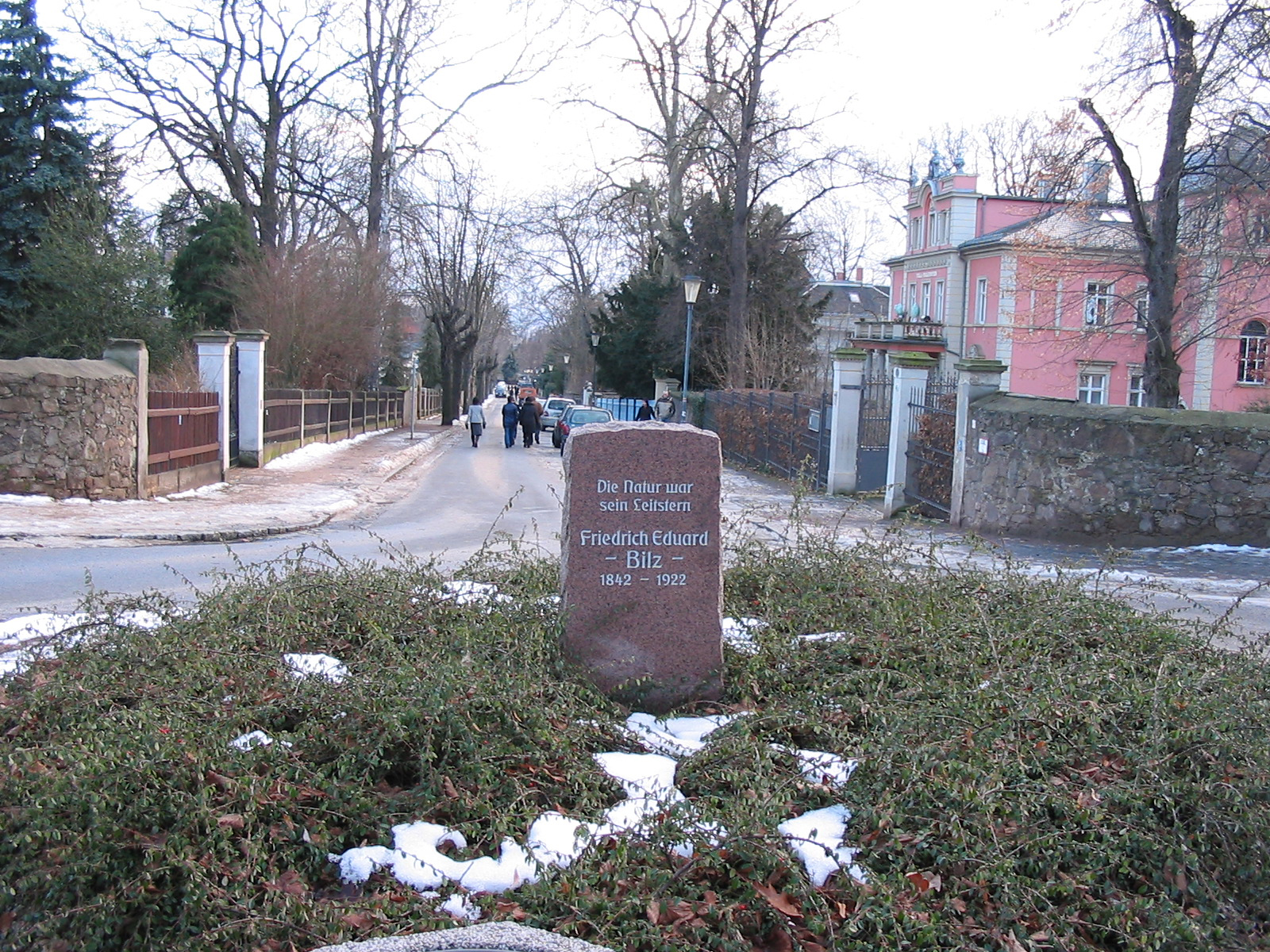
Bilz-Stein, bis zur Platzerneuerung 2017 auf dem Eduard-Bilz-Platz, Blick nach Süden in die ehemalige Sophienstraße

Die Baumeister Gebrüder Ziller erschlossen um 1877 auf eigene Kosten die ehemalige Sophienstraße, entlang der sie zahlreiche Villengrundstücke entwickelten, die sie meistenteils auch selbst bebauten. 1879 erhielt die Erschließungsstraße den Namen von Sophie Ziller (1853–1874), einer jüngeren und bereits verstorbenen Schwester der beiden Baumeister. Bereits im Jahr 1877 bauten die Gebrüder Ziller als erstes Gebäude dieser Straße den Sophienhof, eine mit der Hauptansicht in Richtung des im Süden gelegenen Alvslebenplatzes ausgerichtete und mit einem Turm versehene Villa. Auf der Westseite des Turms, zur Sophienstraße hin, befand sich ehemals ein Medaillon mit der Büste der Schwester Sophie.
Um die Sophienstraße aufzuwerten, erhielt sie an beiden Enden markante Gestaltungen. Am Südende beim Sophienhof, wo am zu Radebeul beziehungsweise Serkowitz gehörenden Alvslebenplatz Oberlößnitz begann, stellte der für die öffentliche Gestaltung Zillerscher Baumaßnahmen zuständige Moritz zu beiden Seiten der Straße zwei auf Postamenten platzierte Figurengruppen der Charlottenburger Tonwarenfabrik Ernst March auf, die Bacchanten, die somit den Eingang der Straße betonten.
Die kastanienbaumgesäumte Straße führte auf eine halbkreisförmige, platzartige Erweiterung zu, die sich unmittelbar zum Augustusweg öffnete. Direkt auf der Sichtachse der Sophienstraße stand eine mehrfach gegliederte Siegessäule, umrahmt von Bäumen. Auf dieser Säule stand eine überlebensgroße Victoria aus Terracotta, die zusammen mit den Bacchanten von Ernst March beschafft worden war. Das Vorbild der Figur war die Kranzwerfende Victoria von Christian Daniel Rauch. Unterhalb der etwa zehn Meter hohen Säule war in die sandsteingefasste Futtermauer ein nach Süden in die Sophienstraße blickender löwenköpfiger Wasserspeier eingelassen, vor diesem wiederum ein Brunnenbecken.
Im Jahr 1885 übertrugen die Gebrüder Ziller vertragsgemäß die Sophienstraße mit der platzartigen Erweiterung am nördlichen Ende an die Landgemeinde Oberlößnitz, die sich künftig um die Unterhaltung und den Betrieb zu kümmern hatte.
Im Jahr 1905, nach dem Tod der beiden Zillerbrüder, war der Platz verwahrlost und der Wasserspeier außer Betrieb. Ein Gutachten bemängelte die schlechte Standfestigkeit des Denkmals, sodass der Bauausschuss über Veränderungen an der Platzgestaltung debattierte. In der Zeit bis 1907 wurden Vorschläge eingereicht, so auch einer für eine imposante neue Brunnenanlage durch die von Marie Ziller und Max Steinmetz geführte Zillersche Bauunternehmung. Aufgrund der Bedeutung des Bauwerks hatte auch der Landesverein Sächsischer Heimatschutz mitzureden. Aus finanziellen Gründen jedoch trug die Gemeinde die Siegessäule nebst Brunnen lediglich ab. Statt eines neuen repräsentativen Sophienstraßen-Denkmals wurde lediglich als Interimslösung, gegen Proteste aus der Bevölkerung, ein schlichtes Blumenrondell mit Wasserbecken und Springbrunnen installiert, von einem Ziergitter eingefasst. Zur Aufwertung erhielt der Platz einen eigenen Namen: Zur Widmung des Königsplatzes erschien der sächsische König Friedrich August III. höchst selbst.
Das Zentrum von Oberlößnitz rückte mit der Eingemeindung nach Radebeul im Jahr 1934 eher an den Rand der Stadt, die Straßenverzeichnisse führen den Königsplatz ab da nicht mehr auf. Die Sophienstraße wurde ab 1935 Teil des Strakens, der sich von der heutigen Hauptstraße in Radebeul bis nach Wahnsdorf erstreckte. Im Adressbuch 1943/44 ist an der Stelle der Kreuzung zwischen Augustusweg und Straken (heute Eduard-Bilz-Straße) eine doppelte Platzangabe eingefügt, jedoch nur beim Augustusweg, nicht beim Straken: „Königsplatz/Platz der SA.“
1945 wurde der größte Teil des Strakens, das Teilstück von der Hauptstraße bis etwa zum Bilz-Sanatorium (Eduard-Bilz-Straße 53–57) in Eduard-Bilz-Straße umbenannt, während der Rest weiterhin Straken heißt. Mit dieser Umbenennung wurde auch offiziell der Name Königsplatz gelöscht.
Im Oktober 2002 stellte der Bilz-Bund für Naturheilkunde, der sich dem Andenken an Eduard Bilz und seinem Wirken verschrieben hat, auf dem Platz einen Gedenkstein für Bilz auf. Seit jenem Ereignis trägt der Platz den Namen Eduard-Bilz-Platz.
Der in seine jetzigen Erscheinung komplett umgestaltete, nun mit Wasserspiel und Trinkbrunnen ausgestattete Schmuckplatz ist am 16. Juni 2017 feierlich eingeweiht worden. Auf Initiative und aus Spendenmitteln der Anwohner wurde die Edelstahlplastik „Nymphe“ des Künstlers Roland Fuhrmann realisiert.